# Лунка-де-Сус
Лунка-де-Сус (рум. Lunca de Sus) — село у повіті Харгіта в Румунії. Адміністративний центр комуни Лунка-де-Сус.
Село розташоване на відстані 232 км на північ від Бухареста, 21 км на північний схід від М'єркуря-Чука, 142 км на південний захід від Ясс, 100 км на північ від Брашова.

## Населення
За даними перепису населення 2002 року у селі проживала 651 особа, з них 647 осіб (99,4%) угорців. Рідною мовою 647 осіб (99,4%) назвали угорську.